# Арво Круусемент
Арво Круусемент (ест. Arvo Kruusement; *20 квітня 1928, Ундла) — радянський та естонський актор і режисер театру і кіно.

## Біографічні відомості
У 1947—1948 рр. навчався в Талліннському театральному інституті. У 1953 році закінчив естонську студію ГІТІС. 
У 1952—1959 рр. — актор в Талліннському театрі ім. Кінгісеппа.
У 1965—1991 рр. — режисер на кіностудії Таллінфільм.
За мотивами класичних естонських оповідань «Весна» та «Осінь» зняв однойменні фільми, у 1969 та 1990 роках відповідно. Фільм «Весна» було названо найкращим естонським художнім фільмом у списку «Top Ten Poll» за результатами опитування кінокритиків та журналістів у 2002 році. У 1970 році на фільм було продано 558 000 квитків у Естонії (населення країни — 1,34 мільйони жителів), а 1971 році — 8 100 000 по всьому Радянському Союзі.

## Фільмографія
Режисер-постановник:
- «Весна» (1969)
- «Дон Жуан в Талліні» (1971)
- «Літо» (1976)
- «Зимова відпустка» / ест. «Naine kütab sauna» (1978)
- «Суворе море» (1981)
- «Зграя» (1985)
- «Осінь» (1990) та ін.

Сценарист:
- «Школа пана Мауруса» (1975)
- «Суворе море» (1981)

Акторські роботи:
- «Щастя Андруса» (1955)
- «Яхти в морі» (1955)
- «Фортеця на колесах» (1960, кіностудія ім. О. Довженка)
- «Мій молодший брат» (1962)
- «Я — „Береза“» (1964)
- «Іспанський варіант» (1980)
- «Канкан в Англійському парку» (1984, кіностудія ім. О. Довженка)
- «Документ „Р“» (1985)
- «Візит старої дами» (2006, Естонія) та ін.